# Alburi Lam
Alburi Lam ist ein Berggipfel in der Region Kazbekovsky in Dagestan an der Grenze zur Tschetschenischen Republik. Die Höhe über dem Meeresspiegel beträgt 2177,0 Meter, die nächstgelegenen Siedlungen sind Almak, Burtunai, Kalininaul sowie die inzwischen aufgelösten Auls von Alburi-Otar und Khaniy duk. Östlich von Alburi Lam befindet sich der Tsanta-Berggipfel mit einer Höhe von 2294 Metern. Alburi Lam ist somit der zweithöchste Berggipfel des Tsanta-Kamms.